# Saint Victor Petroglyphs Provincial Park
Saint Victor Petroglyphs Provincial Park är en park i Kanada.   Den ligger i provinsen Saskatchewan, i den södra delen av landet, 2 300 km väster om huvudstaden Ottawa. Saint Victor Petroglyphs Provincial Park ligger 848 meter över havet.
Terrängen runt Saint Victor Petroglyphs Provincial Park är huvudsakligen platt, men österut är den kuperad. Trakten runt Saint Victor Petroglyphs Provincial Park är nära nog obefolkad, med mindre än två invånare per kvadratkilometer.. Närmaste större samhälle är Willow Bunch, 17,0 km öster om Saint Victor Petroglyphs Provincial Park.
Trakten runt Saint Victor Petroglyphs Provincial Park består till största delen av jordbruksmark.